# Idrolasi acide
Il termine idrolasi acide lisosomiali si riferisce a tutti gli enzimi litici contenuti nei lisosomi in grado di degradare le macromolecole biologiche.
Questi enzimi sono attivati grazie al pH acido del lisosoma (circa 4,5-5,2), e possono essere divisi in 7 classi principali:
1. Nucleasi (idrolizzano legami fosfodiesterei di DNA e RNA)
2. Lipasi (degradano i lipidi)
3. Fosfolipasi (degradano i fosfolipidi)
4. Glicosidasi (degradano i carboidrati)
5. Proteasi (degradano proteine e peptidi in aminoacidi)
6. Fosfatasi (rimuovono gruppi fosfato)
7. Solfatasi (rimuovono gruppi solfato)

## Sintesi cellulare delle idrolasi
Le idrolasi sono prodotte nel Reticolo Endoplasmatico Rugoso (Rough E. R.) e sono secrete al Golgi (tramite vescicole ricoperte di molecole adattatrici di COP II per la fusione con la membrana accettrice) dove vengono addizionate con mannosio 6-fosfato (grazie all'enzima N-acetilglucosaminafosfotransferasi nella cis cisterna, il quale unisce l'UDP-N-acetilglucosamina all'idrolasi per poi lasciare il residuo di fosfato inorganico sul mannosio come segnale e tagliare l'UMP-N-acetilglucosamina per poi poterla indirizzare verso altri destini metabolici) per il riconoscimento ed il trasporto ai lisosomi da parte di uno specifico recettore, anch'esso trasportato nei lisosomi, dai quali è però recuperato per essere riutilizzato. Nella migrazione verso il lisosoma la vescicola contenente le idrolasi si acidifica grazie ad un'ATPasi che introduce ioni idrogeno (idrolizzando ATP) fino ad arrivare circa a ph 6; infine vi sarà la fusione con la membrana accettrice, il distacco del recettore (attuato a ph 5,2 lisosomiale) dal cargo e l'attivazione degli enzimi idrolitici. Se sorgono problemi (di solito di natura genetica) al recettore o al processo di mannosidazione possono sorgere malattie da deposito lisosomiale (come la "malattia di Hurler" o la "malattia da inclusioni lisosomiali").